# Шварцбах (Лаузиц)
Шварцбах (нем. Schwarzbach) — община в Германии, в земле Бранденбург.
Входит в состав района Верхний Шпревальд-Лужица. Подчиняется управлению Руланд. Население составляет 725 человек (на 31 декабря 2010 года). Занимает площадь 15,79 км².
| Год  | Население |
| ---- | --------- |
| 2005 | 800       |
| 2010 | 735       |

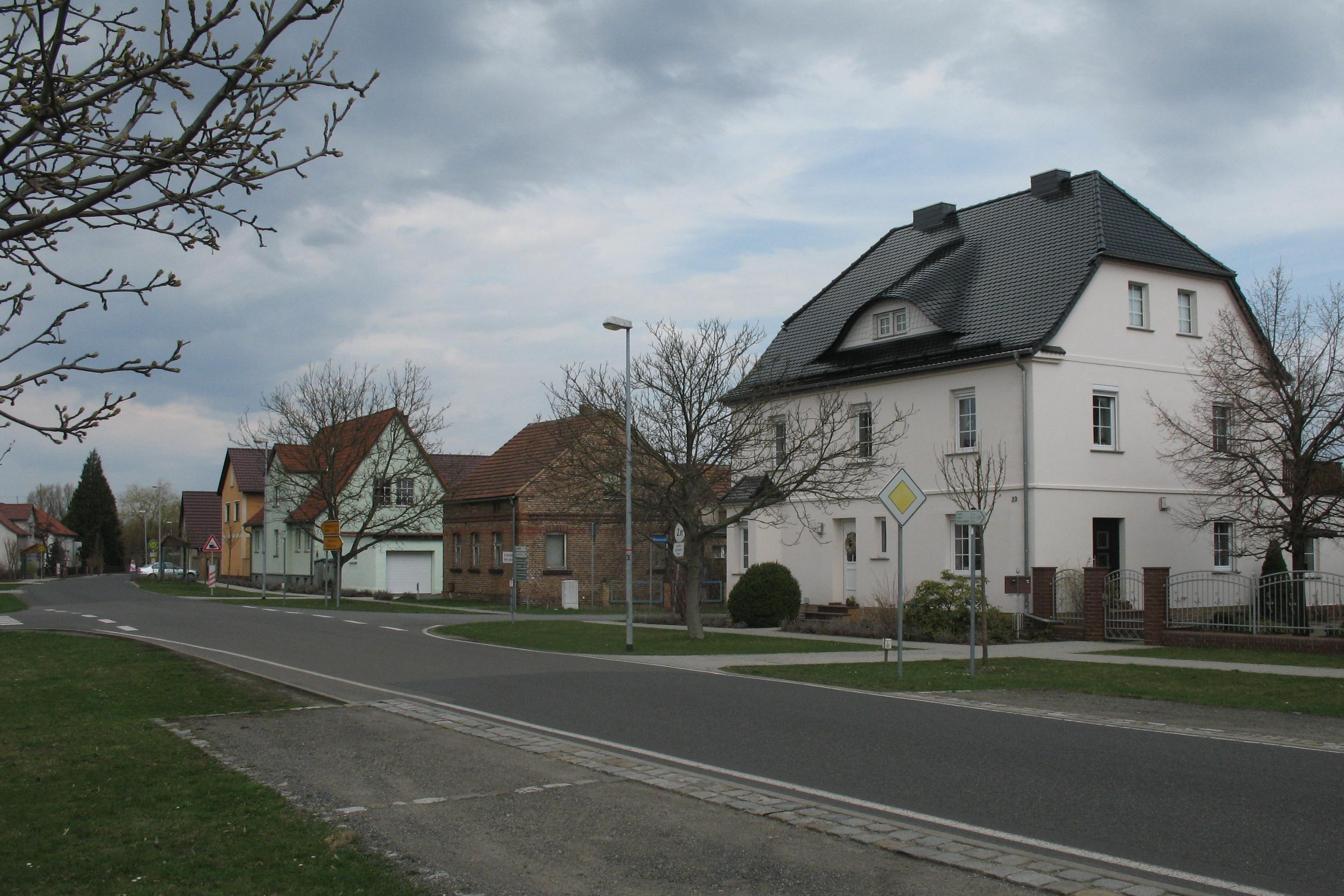
Hauptstraße
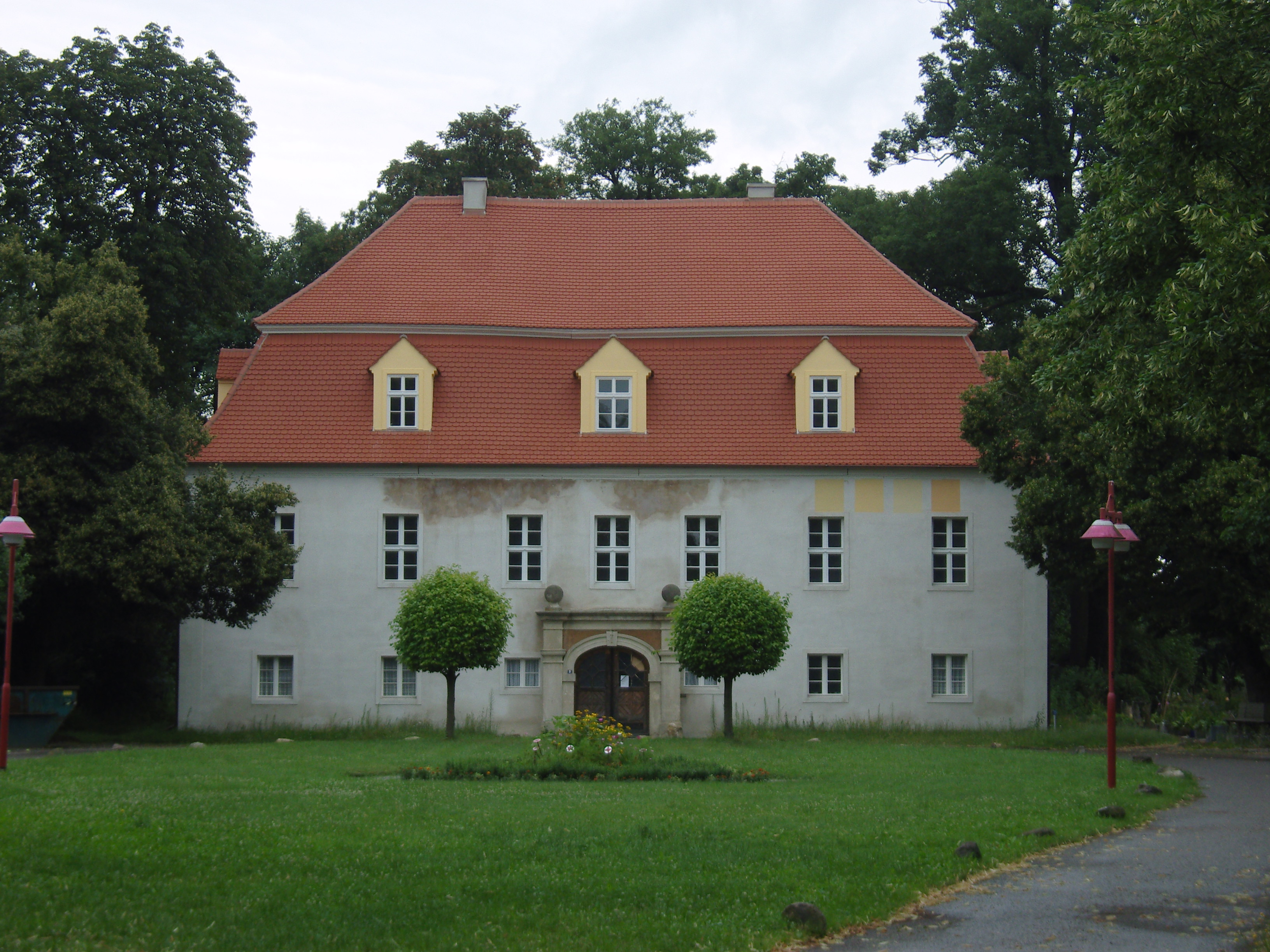
Gutshaus
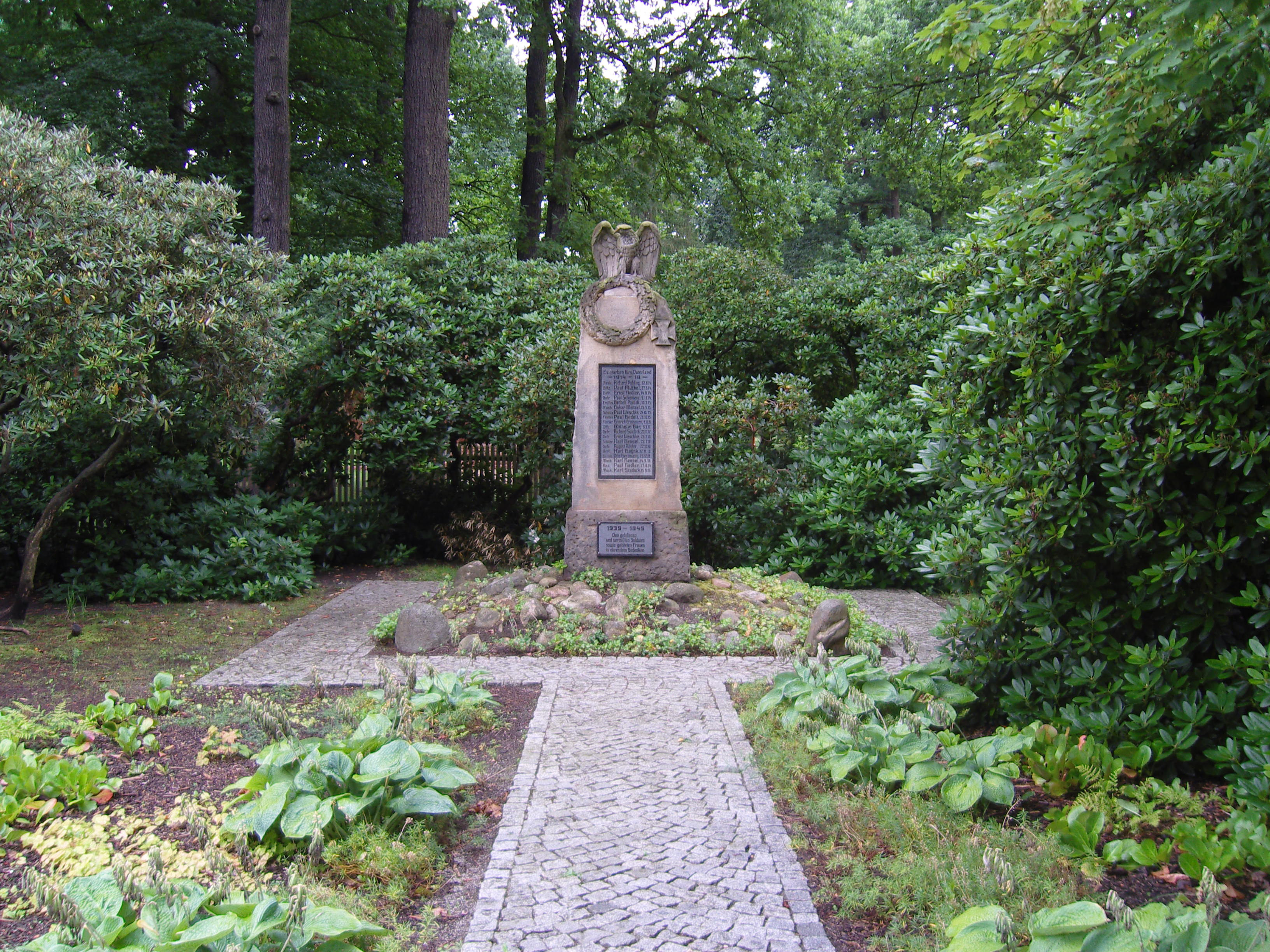
Kriegerdenkmal